# Daniel Franck (Snowboarder)
Daniel Franck (* 9. Dezember 1974 in Lørenskog) ist ein ehemaliger norwegischer Snowboarder.

## Biografie
Daniel Franck stammt aus Gjerdrum. Er gab sein Debüt im Weltcup am 8. Februar 1997 am Mount Bachelor, wo er direkt den ersten Platz belegte. Nachdem er eine Woche später den achten Rang belegt hatte, konnte er im ersten Wettkampf der Folgesaison erneut den ersten Platz belegen. Bei den Olympischen Winterspielen 1998 in Nagano konnte er im Halfpipewettbewerb die Silbermedaille gewinnen. Bei den Weltmeisterschaften 2001 in Madonna di Campiglio gelang es ihm ebenfalls, die Silbermedaille zu gewinnen.
Bei den Olympischen Winterspielen 2002 trat er erneut im Halfpipewettbewerb an, landete dieses Mal jedoch nur auf dem zehnten Platz.
Franck gewann die im Jahr 2010 ausgestrahlte zweite Staffel der Fernsehsendung Mesternes mester. In der im Jahr 2022 ausgestrahlten dritten Staffel der Militär-Realityserie Kompani Lauritzen war Franck einer der Teilnehmer.